# Свети мученици Гај, Фавст и Херимон
Свети мученици Гај, Фавст, Јевсевије и Херимон били су ранохришћански мученици и светитељи друге половина 3. века.
Гај, Фавст, Јевсевије и Херимон су били ученици светог Дионисија Александријског.
Православна црква их празнује 17. октобра (по јулијанском календару).
По сведочењу самог њиховог учитеља светог Дионисија, били су ђакони. Историчар цркве Јевсевије додаје да је ђакон Јевсевије касније био епископ у Лаодикијској цркви у Малој Азији, а Фауст, преподобни старац, за живота је мученички преминуо, посечена му је глава.
Ови светитељи су били прогоњени и пострадали заједно са својим учитељем Дионисијем.
Јевсевије и Херимон су, после изгнанства светог Дионисија, уз Божију помоћ, обилазили затворенике у тамници, сахрањивали тела мученика и живели до владавине цара Деција (249-251). Због исповедање вере у Христа претрпели су тешке муке, али су остали непоколебљиви.
Многи незнабошци су од њих преобраћени у хришћанство – неки тајно, други отворено. Затим су заробљени и брутално посечени мачевима.